# 爆問ビジネス研究所
爆問ビジネス研究所（ばくもんビジネスけんきゅうじょ。 番組表欄では爆笑問題が初挑戦!“経済ワイドショー”お金でバラ色人生SP）は、テレビ東京系列で2008年3月20日（木）21:00〜22:54（JST）に放送されたバラエティ特別番組。

## 概要
- 爆笑問題にとっては黒澤明監督映画コメント以来約2年ぶりのテレビ東京出演。
- 数組のゲストを招き、ゲストが気にしている経済の知識を、6人の経済賢者の相談で判定し、アドバイスをする、という内容。
- また、ゲストが経済賢者を討論することもある。
- 内容が、やや「主治医が見つかる診療所」の逆バージョンである。

## 出演者

### 司会
- 爆笑問題
  - 田中裕二
  - 太田光
- 大江麻理子（テレビ東京アナウンサー）

### ゲストパネラー
- 高田延彦
- 柴田理恵
- 土田晃之
- えなりかずき
- 里田まい

### 経済賢者
- 海江田万里（立憲民主党衆議院議員・経済評論家）
- 荻原博子（経済ジャーナリスト）
- 丸山晴美（ファイナンシャル・プランナー）
- 堀之内九一郎（生活創庫社長）
- 川又三智彦（ツカサグループ代表）

### ナレーション
- 平野義和

## スタッフ
- 構成：佐藤公彦、秋葉高彰、野口悠介、張眞英、鈴木雅貴
- 企画協力：山田真哉
- TD：田中圭介
- カメラ：村上岳文
- VE：伊藤和孝
- 音声：飯嶋康生
- 照明：高柴圭一
- ロケ技術：パワービジョン、八峯テレビ、ハックベリー
- 美術デザイン：宇野純一
- 美術進行：三重野基
- 大道具：高橋幸男
- 小道具：渡辺貴俊
- モニター：西念幸彦
- 電飾：杉山克典
- アクリル装飾：八島貴広
- メイク：山田かつら
- 編集：朝日豊（麻布プラザ）
- MA：飯田太志（麻布プラザ）
- 音効：柳澤三重子・梅津承子（サウンドエッグノッグ）
- CG：デジデリック
- イラスト：つぼいひろき／CWF*
- 編成：高瀬義和（テレビ東京）
- 営業：國安百合（テレビ東京）
- 番宣：大石淳子（テレビ東京）
- AP：塩原幸雄（テレビ東京）、山崎文菜、松本定子
- 演出補：杉田千種（テレビ東京）、東矢佳奈美、島田豊
- フロアーディレクター：若林倫也、三宅大介
- ディレクター：小比類巻将範（テレビ東京）、平野隼人、小谷直之、郡亮太、高橋耕平、豊嶋隆一
- ブレーン：香川春太郎
- 演出：高砂佳典（テレビ東京）
- プロデューサー：清水昇（テレビ東京）、谷田磨隆
- チーフプロデューサー：深谷守（テレビ東京）
- 技術・美術協力：テクノマックス、テレビ東京アート
- 制作協力：ザ・ワークス
- 製作著作：テレビ東京

## 遅れネット局
- ABS秋田放送（日本テレビ/NNN・NNS系列） - 2008年5月4日日曜日14:30～16:25
- TSK山陰中央テレビジョン放送（フジテレビ/FNN・FNS系列） - 2008年5月24日土曜日13:00～14:55
- KNB北日本放送（日本テレビ/NNN・NNS系列） - 2008年6月14日土曜日13:00～14:55
- mit岩手めんこいテレビ（フジテレビ/FNN・FNS系列） - 2008年6月21日土曜日15:00～16:55